# Nasza broń to nasza pasja
Nasza broń to nasza pasja – czwarty album krakowskiego zespołu muzycznego Firma, wydany 26 marca 2011 nakładem wytwórni Fonografika. Płyta zadebiutowała na 30. miejscu listy OLiS w Polsce. Album uzyskał w Polsce status platynowej płyty.

## Lista utworów
Opracowano na podstawie źródła.
CD 1 - Nasza Broń
1. Bosski Roman, Tadek - "Na wstępie" (prod.: Piero) - 02:49
2. Bosski Roman, Tadek - "Czy pamiętasz?" (prod.: Zich) - 03:32
3. Bosski Roman, Popek, Tadek - "Kryminalny rap" (prod.: Paff) - 02:40
4. Bosski Roman, Tadek - "Chorągiewy" (prod.: Zich) - 03:01
5. Bosski Roman, Tadek - "Rachunek sumienia" (prod.: Zich) - 03:13
6. Bosski Roman, Tadek - "Ogień w sercach" (gościnnie: Paluch, prod.: Zich) - 03:53
7. Bosski Roman, Popek, Tadek - ""Dla małolatów" (gościnnie: Hemp Gru, prod.: Zich) - 04:08
8. Bosski Roman, Tadek - "Ulica w kurestwie tonie" (prod.: Piero) - 03:27
9. Bosski Roman, Popek, Tadek - "Nasza broń"  (prod.: Piero) - 04:39
10. Bosski Roman, Tadek, - "Marzę o ekipie" (prod.: Zich) - 02:54
11. Bosski Roman, Popek, Tadek - "Pismakit" (gościnnie: Gandzior, Peja, Śliwa, prod.: DJ Decks) - 06:24
12. Bosski Roman, Tadek - "Nowa siła" (gościnnie: Doz, prod.: Paff) - 06:55
13. Bosski Roman, Tadek - "Szczęście w nieszczęściu 2" (prod.: Zich) - 03:41
14. Tadek - "Honor i ojczyzna" (prod.: Zich) - 04:25
15. Bosski Roman, Tadek - "Walka z systemem" (gościnnie: Lukasyno, prod.: Zich) - 04:48
16. Bosski Roman, Tadek - "J.K" (gościnnie: Szajka, prod.: Paff) - 03:34
17. Bosski Roman, Tadek - "Upadek" (prod.: Zich) - 05:12

CD2 - Nasza Pasja
1. Bosski Roman, Popek, Tadek - "Głowa do góry" (prod.: Paff) - 03:31
2. Bosski Roman, Popek, Tadek - "Dobre dziewczyny" (prod.: Paff) - 03:55
3. Bosski Roman, Popek, Tadek - "Jara-my" (gościnnie: Bas Tajpan, prod.: Piero) - 03:52
4. Bosski Roman, Popek, Tadek - "Lecimy po bandzie" (gościnnie: Berezin, Kali (Szybki Szmal), prod.: Paff) - 03:07
5. Bosski Roman, Popek, Tadek - "Piąta wyprawa nocna"  (prod.: Paff) - 04:00
6. Bosski Roman - "Cokolwiek zrobisz wygram" (gościnnie: Bob One, Daddy Freddy, prod.: Piero) - 04:33
7. Bosski Roman, Popek, Tadek - "You can`t live twice" (gościnnie:  Tempa T, prod.: Paff) - 04:43
8. Bosski Roman, Popek - "Nie zabierzesz mikrofonu" (gościnnie: Virus Syndicate, prod.: Paff) - 03:06
9. Bosski Roman, Popek, Tadek - "Czasami" (gościnnie: DJ Feel-X, HiJack, prod.: Paff) - 05:14
10. Bosski Roman - "Zejdź na ziemie" (gościnnie: Miuosh, prod.: Paff) - 02:53
11. Bosski Roman, Tadek - "Brat bratu bratem"  (prod.: Piero) - 03:35
12. Bosski Roman - "Tak to bywa" (gościnnie: Młody Bosski, prod.: Paff) - 02:17
13. Bosski Roman, Tadek - "Do przodu" (gościnnie: Dixon37, Dobry Towar, prod.: Piero) - 06:19
14. Bosski Roman - "Pogrom" (gościnnie: Emblemat, RPK, prod.: Paff) - 02:16
15. Bosski Roman - "Zwolnij tempo" (gościnnie: Sabot, prod.: Paff) - 04:18
16. Bosski Roman - "Oni maja gula" (prod.: Tom Corman) - 03:36
17. Bosski Roman, Popek - "Nasze życie" (gościnnie: Juras, prod.: Paff) - 04:21

CD 3 - Live in Fonobar
1. "Intro"
2. "Powitanie"
3. "Mam wyjebane"
4. "Po tej samej stronie"
5. "Brat"
6. "Słowo na ulicy"
7. "Przeciwko kurestwu i upadkowi zasad"
8. "To dla was"
9. "Reprezentuję JP"
10. "Czas na walkę"
11. "Za ten kesz"
12. "Po co na co"
13. "Bosski skit"
14. "Przyjedź do KRK"
15. "Znamy się na tym"
16. "Bongo buch"
17. "Misja + idę bandą, lecę łukiem"
18. "Na 100% (Remix)"
19. "Wyprawa nocna II"
20. "Wyprawa nocna III"
21. "M.O Faya"
22. "Fałszywe dziwki"
23. "Mam wyjebane/Przeciwko kurestwu i upadkowi zasad Mix"
24. "Dziękówa"